# L'Homme dans le filet
Pour plus de détails, voir Fiche technique et Distribution.
L'Homme dans le filet (The Man in the Net) est un film américain réalisé par Michael Curtiz, sorti en 1959.

## Synopsis
Pour des raisons professionnelles, John Hamilton vient s'installer dans une petite ville du Connecticut, en compagnie de sa femme Linda qui aurait préféré rester à New York. La communauté épie les nouveaux venus et lorsque l'épouse (alcoolique et psychiquement fragile) disparaît, le mari est vite suspecté de l'avoir tuée et bientôt traqué.

## Fiche technique
- Titre : L'Homme dans le filet
- Titre original : The Man in the Net
- Réalisateur : Michael Curtiz
- Scénario : Reginald Rose, d'après une histoire d'Hugh Wheeler
- Musique : Hans J. Salter
- Directeur de la photographie : John F. Seitz
- Directeur artistique : Hilyard M. Brown
- Décors de plateau : Victor A. Gangelin
- Costumes : Cluny
- Montage : Richard V. Heermance
- Producteurs : Walter Mirisch et Alan Ladd (non crédité à ce titre), pour Jaguar Productions et Mirisch Corporation
- Pays de production :  États-Unis
- Compagnie de distribution : United Artists
- Genre : Film noir
- Noir et blanc - 98 min
- Dates de sortie :
  - Suède : 29 mai 1959 (avant-première)
  - États-Unis : 10 juin 1959 (première à New York)
  - France : 24 juin 1959

## Distribution
- Alan Ladd : John Hamilton
- Carolyn Jones : Linda Hamilton
- Diane Brewster : Vicki Carey
- John Lupton : Brad Carey

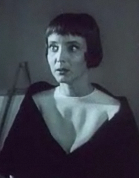
Carolyn Jones

- Charles McGraw : le shérif Steve Ritter
- Tom Helmore : Gordon Moreland
- Betty Lou Holland : Roz Moreland
- John Alexander : M. Carey, le père de Brad
- Ed Binns : le capitaine Green
- Kathryn Givney : Mme Carey, la mère de Brad
- Barbara Beaird : Emily Jones
- Susan Gordon : Angel Jones
- Michael McGreevey : Buck Ritter
- Charles Herbert : Timmie Moreland
- Steve Perry : Leroy, le fils d'Alonzo